# I Libri Gialli dal 201 al 266

## Dal n.201 al n.266
|  | I 100 precedenti: I Libri Gialli dal 101 al 200 |

| n.  | Titolo italiano                             | Pubblicazione | Titolo originale                       | Anno opera | Autore                |
| --- | ------------------------------------------- | ------------- | -------------------------------------- | ---------- | --------------------- |
| 201 | Il colpevole                                | 1938          | The Case of the Constant God           | 1936       | Rufus King            |
| 202 | Hollywood in subbuglio                      | 1939          | The Hollywood Murders                  | 1938       | Ellery Queen          |
| 203 | Un paio di guanti                           | 1939          | The Hand in the Glove                  | 1937       | Rex Stout             |
| 204 | Perry Mason e gli occhi di vetro            | 1939          | The Case of the Counterfeit Eye        | 1935       | Erle Stanley Gardner  |
| 205 | Il trapezio d'argento                       | 1939          |                                        | 1939       | Ezio D'Errico         |
| 206 | Poirot sul Nilo                             | 1939          | Death On the Nile                      | 1937       | Agatha Christie       |
| 207 | L'uomo dal laccio                           | 1939          |                                        |            | Mario Datri           |
| 208 | Le pentole del diavolo                      | 1939          | There's Trouble Brewing                | 1937       | Nicholas Blake        |
| 209 | Perry Mason e la nipote del sonnambulo      | 1939          | The Case of the Sleepwalker's Niece    | 1936       | Erle Stanley Gardner  |
| 210 | La morte sul Timor                          | 1939          |                                        |            | Cesare Jenco          |
| 211 | Conciato per le feste                       | 1939          | Crime at Christmas                     | 1934       | C.H.B. Kitchin        |
| 212 | L'avventura del signor Pinkerton            | 1939          | The Black Envelope: Mr Pinkerton Again | 1937       | David Frome           |
| 213 | Il quaranta, tre, tre, sei non risponde     | 1939          |                                        | 1939       | Ezio D'Errico         |
| 214 | La luce gialla                              | 1939          | Murder On the Tropic                   | 1934       | Todd Downing          |
| 215 | Perry Mason e la nave bisca                 | 1939          | The Case of the Dangerous Dowager      | 1937       | Erle Stanley Gardner  |
| 216 | I muri parlano                              | 1939          | The Wall                               | 1938       | Mary Roberts Rinehart |
| 217 | Manicomio                                   | 1939          | A Puzzle For Fools                     | 1936       | Patrick Quentin       |
| 218 | Alta cucina                                 | 1939          | Too Many Cooks                         | 1938       | Rex Stout             |
| 219 | Poirot e i quattro                          | 1939          | The Big Four                           | 1927       | Agatha Christie       |
| 220 | Plenilunio allo zoo                         | 1939          |                                        | 1939       | Ezio D'Errico         |
| 221 | La ragazza dai capelli rossi                | 1939          | The Crimson Hair Murders               | 1937       | Darwin L. Teilhet     |
| 222 | La medaglia del Cellini                     | 1939          | Death in a White Tie                   | 1938       | Ngaio Marsh           |
| 223 | Il segreto della grande Clara               | 1939          | Death For Dear Clara                   | 1937       | Patrick Quentin       |
| 224 | La domatrice                                | 1939          | Appointment With Death                 | 1938       | Agatha Christie       |
| 225 | Perry Mason e il canarino zoppo             | 1940          | The Case of the Lame Canary            | 1937       | Erle Stanley Gardner  |
| 226 | La donna che ha visto                       | 1940          |                                        | 1940       | Ezio D'Errico         |
| 227 | Quattro di cuori                            | 1940          | The Four of Hearts                     | 1938       | Ellery Queen          |
| 228 | La parte del destino                        | 1940          | The Fashion In Shrouds                 | 1938       | Margery Allingham     |
| 229 | La rivincita del signor Pinkerton           | 1940          | Mr. Pinkerton Has the Clue             | 1936       | David Frome           |
| 230 | Il terribile viaggio                        | 1940          | Vultures in the Sky                    | 1935       | Todd Downing          |
| 231 | Il Natale di Poirot                         | 1940          | Hercule Poirot's Christmas             | 1938       | Agatha Christie       |
| 232 | Enigma nella clinica                        | 1940          | From This Dark Stairway                | 1931       | Mignon G. Eberhart    |
| 233 | L'affare Jefferson                          | 1940          |                                        | 1940       | Ezio D'Errico         |
| 234 | I ragni di ferro                            | 1940          | The Iron Spiders                       | 1936       | Baynard H. Kendrick   |
| 235 | Un paio di scarpe                           | 1940          | The Dutch Shoe Mystery                 | 1931       | Ellery Queen          |
| 236 | La guardia al toro                          | 1940          | Some Buried Caesar                     | 1938       | Rex Stout             |
| 237 | Tante grazie, signor Moto                   | 1940          | Thank You Mr Moto                      | 1936       | John P. Marquand      |
| 238 | La taverna dei misteri                      | 1940          | Blind Man's Night                      | 1938       | John Esteven          |
| 239 | I superstiti dell'Hirondelle                | 1940          |                                        | 1940       | Ezio D'Errico         |
| 240 | Perry Mason e la signora cleptomane         | 1940          | The Case of the Shoplifter's Shoe      | 1938       | Erle Stanley Gardner  |
| 241 | Caduta di un astro                          | 1940          | Death Took a Greek God                 | 1937       | Nigel Morland         |
| 242 | Il naso di cartone                          | 1940          |                                        | 1940       | Ezio D'Errico         |
| 243 | Lo specchio stregato                        | 1940          | Puzzle For Players                     | 1938       | Patrick Quentin       |
| 244 | Tiro alla carabina                          | 1940          | Inquest                                |            | Percival Wilde        |
| 245 | La sciarpa di velo                          | 1940          | The Chiffon Scarf                      | 1939       | Mignon G. Eberhart    |
| 246 | I denti del drago                           | 1940          | The Dragon's Teeth                     | 1939       | Ellery Queen          |
| 247 | Il segreto della squadra azzurra            | 1940          | The Arsenal Stadium Mystery            | 1939       | Leonard Gribble       |
| 248 | Il pagliaio                                 | 1940          | Strawstack                             | 1939       | Dorothy C. Disney     |
| 249 | La parola alla difesa                       | 1941          | Sad Cypress                            | 1940       | Agatha Christie       |
| 250 | Il segreto del milionario                   | 1941          | Dead Man Control                       | 1936       | Helen Reilly          |
| 251 | Nero Wolfe e sua figlia                     | 1941          | Over My Dead Body                      | 1940       | Rex Stout             |
| 252 | I dispiaceri del signor Moto                | 1941          | Mr Moto Is So Sorry                    | 1938       | John P. Marquand      |
| 253 | È scomparso un caro ometto                  | 1941          | The First Time He Died                 |            | Ethel Lina White      |
| 254 | La bambola cieca                            | 1941          |                                        | 1941       | Giorgio Scerbanenco   |
| 255 | La pietra azzurra                           | 1941          | Death on the Board                     |            | John Rhode            |
| 256 | In alto mare                                | 1941          | Obelist at Sea                         | 1932       | C. Daly King          |
| 257 | Tre sorelle nei guai                        | 1941          | Where There's a Will                   | 1940       | Rex Stout             |
| 258 | La notte del 14 luglio                      | 1941          |                                        | 1941       | Ezio D'Errico         |
| 259 | Fate il vostro gioco                        | 1941          | The Girl on Zero                       | 1939       | Barry Perowne         |
| 260 | Il mistero di Cinecittà                     | 1941          |                                        |            | Augusto De Angelis    |
| 261 | L'astuccio d'oro                            | 1941          | The Hangman's Whip                     | 1940       | Mignon G. Eberhart    |
| 262 | Perry Mason e la banconota da 10000 dollari | 1941          | The Case of the Baited Hook            | 1940       | Erle Stanley Gardner  |
| 263 | Scomparsa del delfino                       | 1941          |                                        | 1941       | Ezio D'Errico         |
| 264 | Le orme sul soffitto                        | 1941          | The Footprints On the Ceiling          | 1939       | Clayton Rawson        |
| 265 | L'avventura di Patrizia                     | 1941          | The Great Mistake                      | 1941       | Mary Roberts Rinehart |
| 266 | La casa inabitabile                         | 1941          |                                        | 1941       | Ezio D'Errico         |

|  | I 100 successivi: Il Giallo Mondadori dall'1 al 100 |